# Eurostar

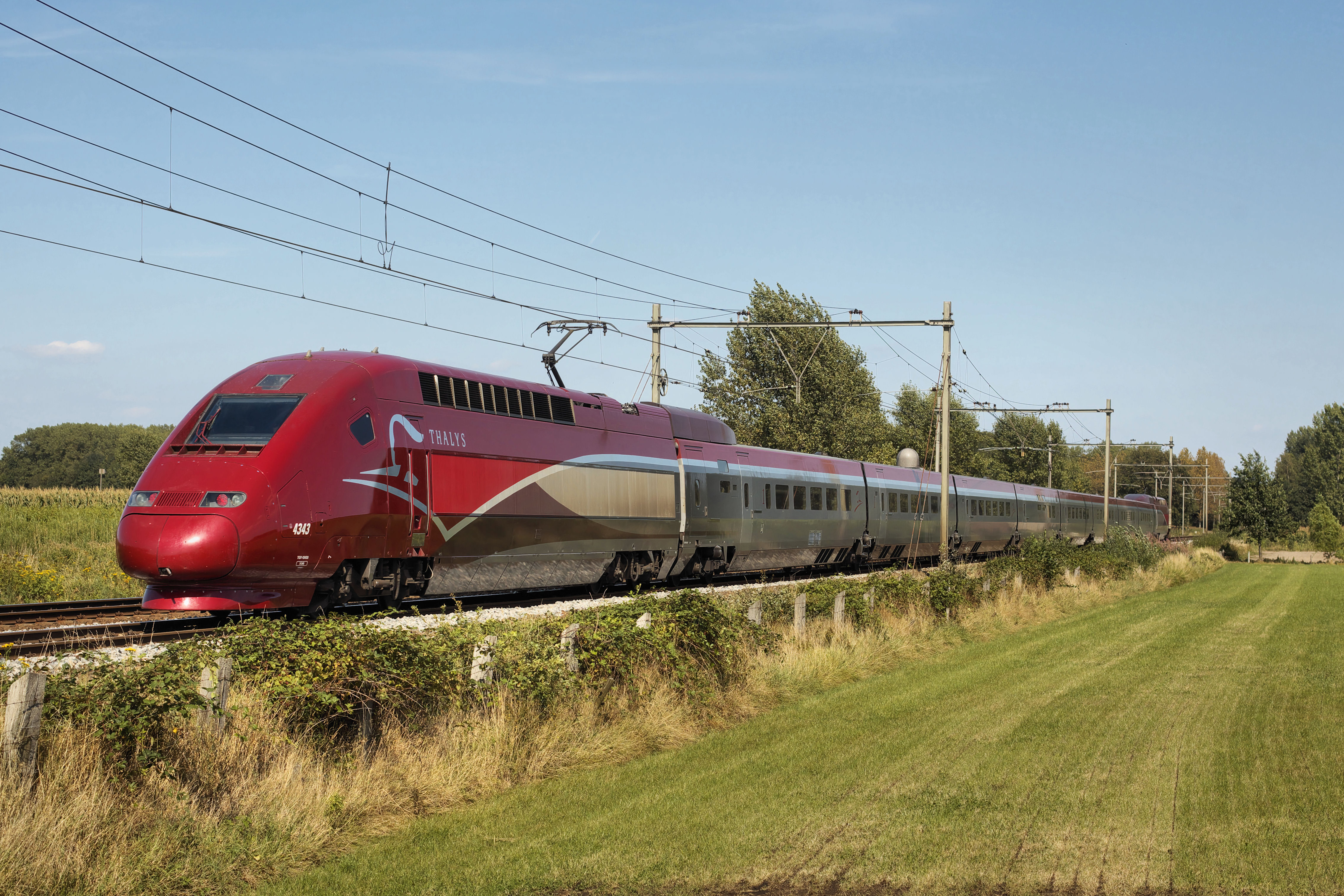
Thalys-trein in Nederland

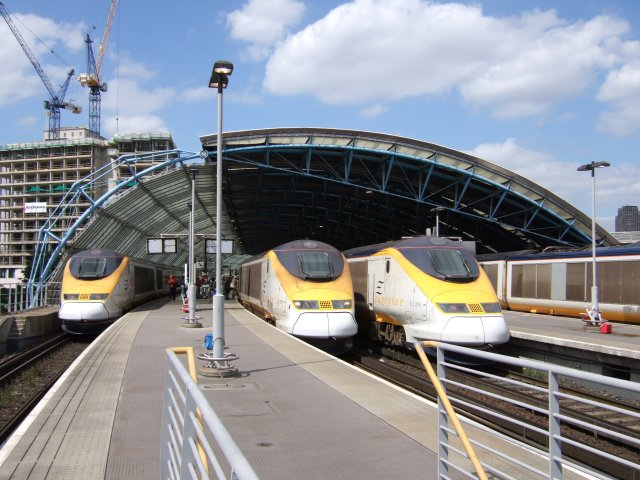
Eurostar-treinen te Waterloo International, 21 juni 2006

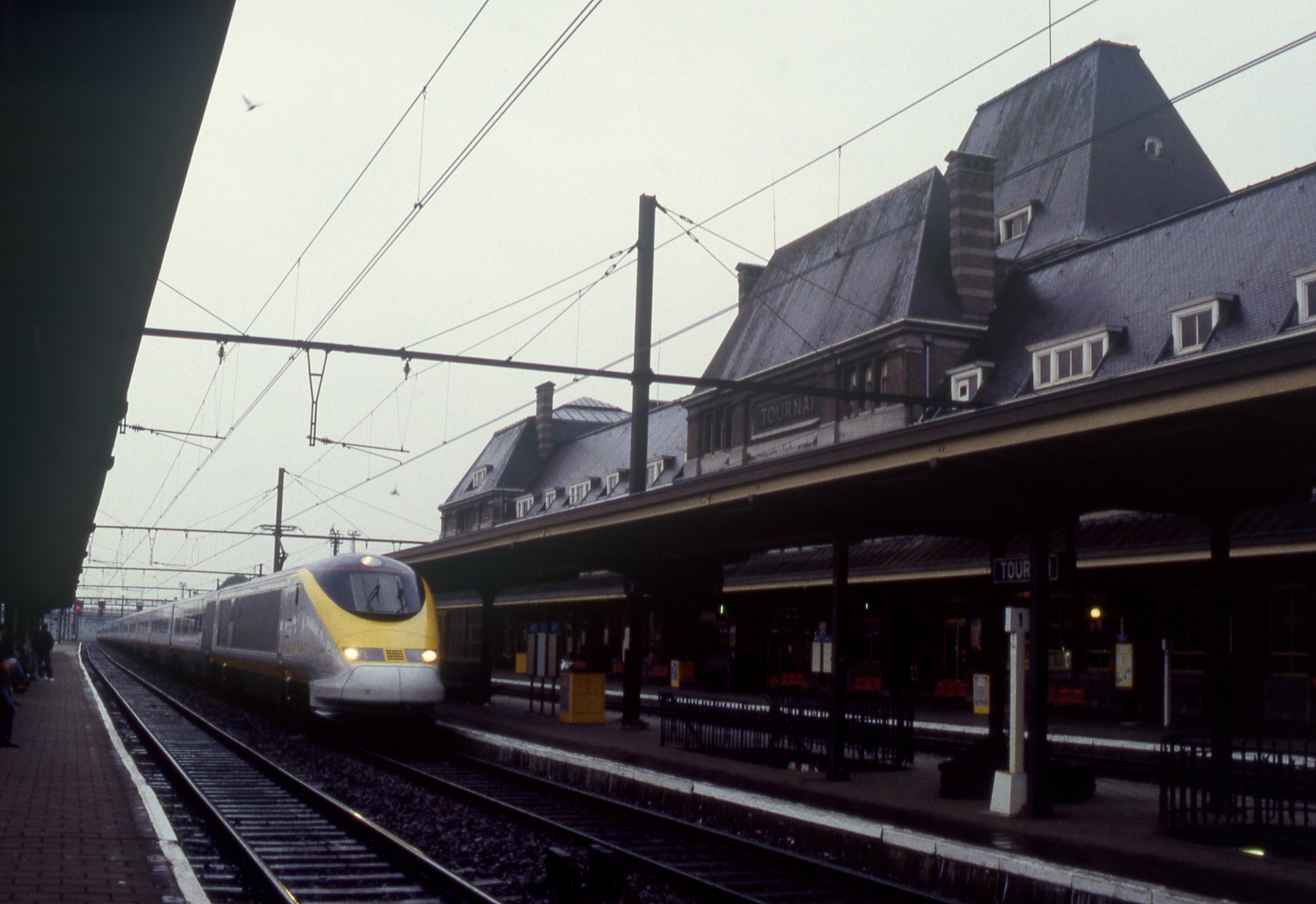
De Eurostar reed tussen 1994 en 1996 langs Doornik omdat de hogesnelheidslijn nog niet klaar was.

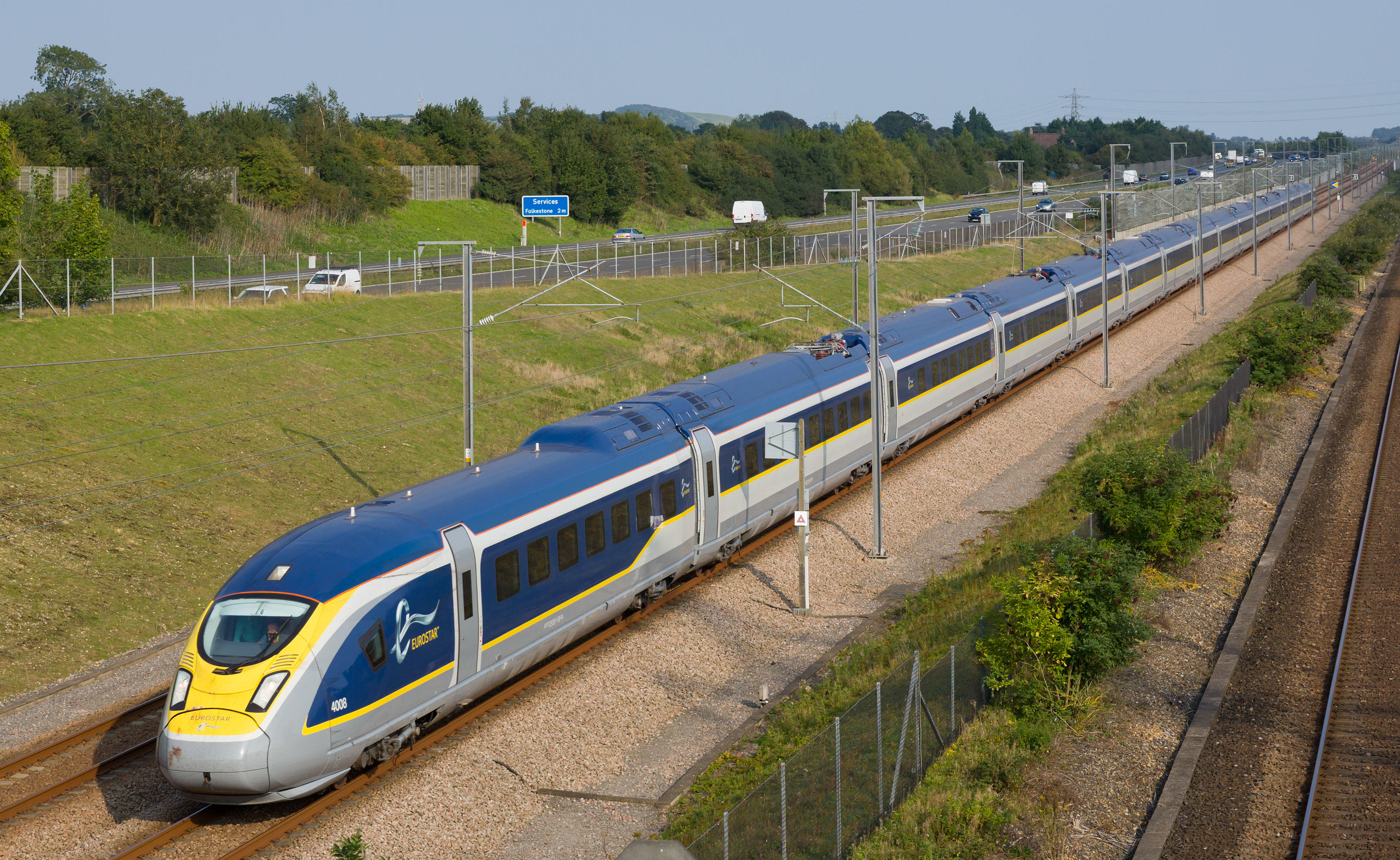
Eurostar-treinstel van de class 374, bestaande uit de treinstellen 4008/4007, nabij Sellindge, VK; 9 september 2015.

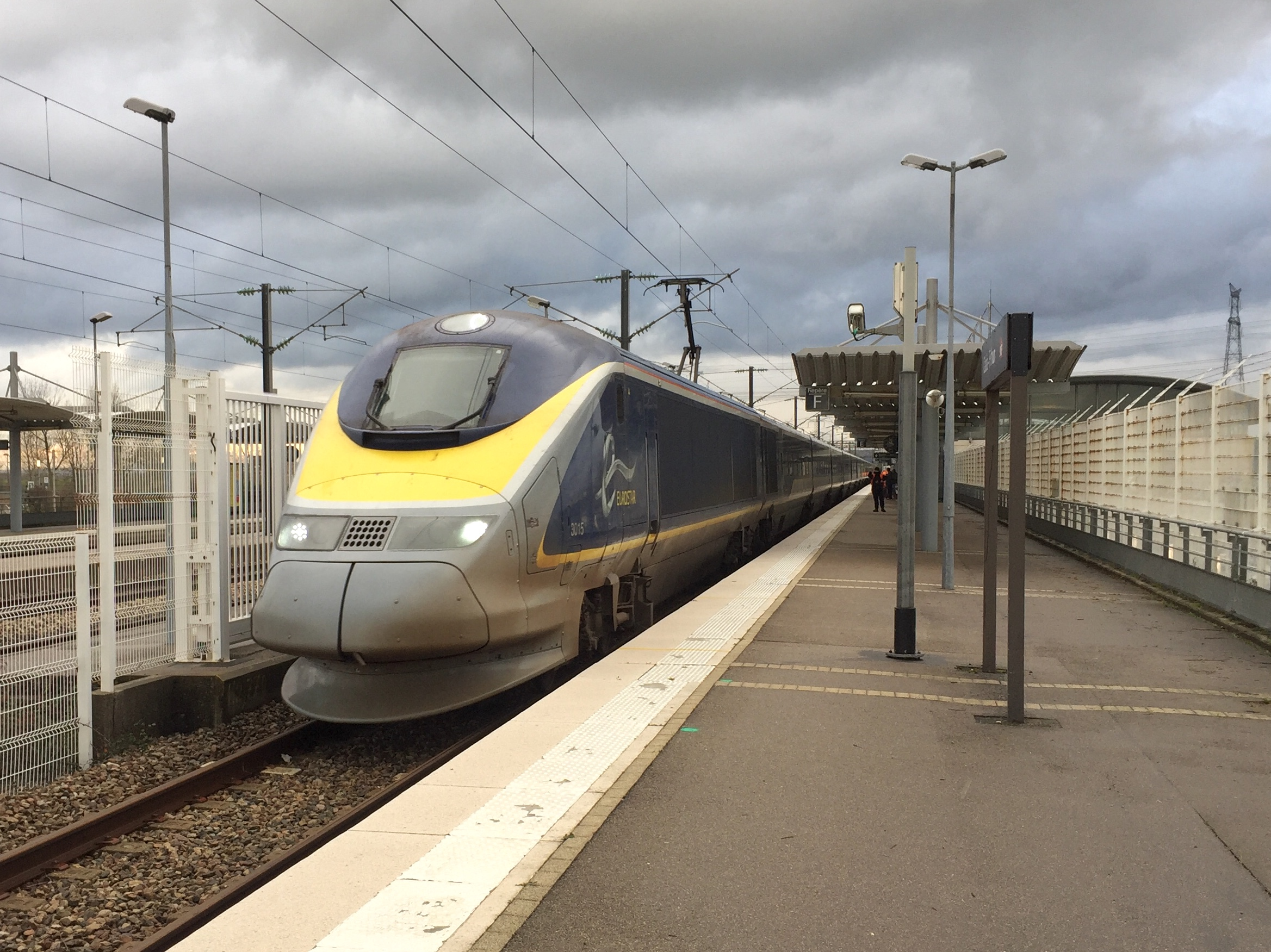
Eurostar 3015 te Calais-Fréthun; 12 november 2017

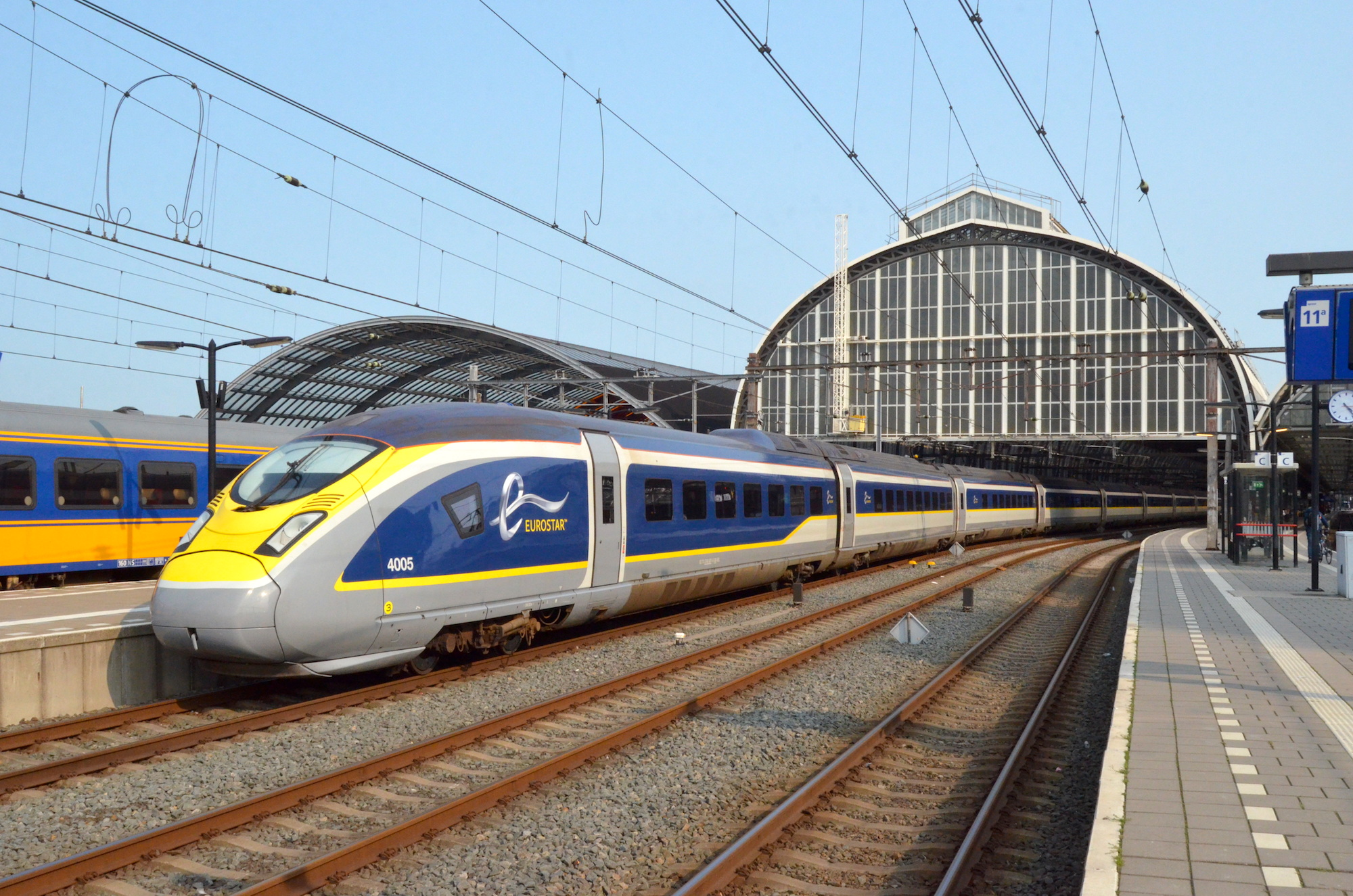
De Eurostar te station Amsterdam Centraal; 11 september 2020.

De Eurostar is een hogesnelheidstreindienst tussen Frankrijk, Verenigd Koninkrijk, België, Nederland en Duitsland. 
Eurostar begon in 1994 met een dienst tussen Londen enerzijds en Parijs en Brussel anderzijds. Sinds 1 oktober 2023 zijn de diensten van Eurostar en Thalys samengevoegd onder de naam Eurostar.
Eurostar maakt voor de diensten van en naar het Verenigd Koninkrijk gebruik van de Kanaaltunnel en rijdt grotendeels over hogesnelheidslijnen.

## Geschiedenis
Na de voltooiing van de Kanaaltunnel in 1994 begonnen de treindiensten van de Eurostar op 14 november van datzelfde jaar. Volgens de oorspronkelijke plannen zou dit op 15 juli 1994 geweest zijn, maar door de talrijke problemen ontdekt tijdens de testritten werd de start uitgesteld tot het einde van het jaar. Op 14 november startte met een beperkte treindienst, Discovery service. Pas op 28 mei 1995 werd een volledige treindienst ingevoerd. Station London Waterloo deed de eerste dertien jaar dienst als Londense eindhalte, totdat in 2007 St Pancras International werd voltooid. Voor Waterloo is in 1994 wel een nieuwe terminal gebouwd met 5 sporen, maar die werd na 2007 niet meer gebruikt. Vanaf december 2018 is dit gedeelte van het station weer in gebruik maar dan voor het binnenlandse spoorwegnet.
Terwijl Frankrijk bij de ingebruikname van de Kanaaltunnel al een complete hogesnelheidslijn had gebouwd van Parijs naar Calais, was het Verenigd Koninkrijk nog niet aan de bouw begonnen van een hogesnelheidslijn tussen Londen en de tunnel. De afwikkeling van kwesties als de doorsnijding van het landschappelijk fraaie graafschap Kent, en in welk station in Londen de hogesnelheidslijn zou moeten eindigen, hadden veel tijd gekost en er werd geoordeeld dat de bestaande verbinding nog niet aan haar maximale capaciteit zat. Waterloo (de tijdelijke eindhalte van de Eurostar) ligt weliswaar in het centrum op loopafstand van de zuidoever van de Theems en daarmee ligt het gunstig voor toeristen (onder andere voor de Big Ben en het London Eye), het parlement (Palace of Westminster) en de ministeries en voor Zuid-Engeland (zuidelijk van Londen). St. Pancras ligt gunstiger ten opzichte van andere Londense kopstations (zoals King's Cross en Euston) en daarmee voor de grootste steden in het land. Daarnaast heeft het station betere metro-aansluitingen. 
Doordat met de verbouwing van St Pancras de halte King's Cross Thameslink naar St Pancras is verplaatst is dit, op de noordelijke zijde van de Theems gelegen, kopstation toch vanuit Zuid-Engeland rechtstreeks bereikbaar. In tegenstelling tot Waterloo is het station dus vanuit beide delen van het land per trein bereikbaar. 
Het eerste deel van de Britse hogesnelheidslijn tussen de Kanaaltunnel en Fawkham Junction is negen jaar na de indienststelling van de Kanaaltunnel, in september 2003, in dienst genomen.
Van september 2003 tot 14 november 2007 duurde de reis van Parijs naar Londen 2 uur en 35 minuten en van Brussel naar Londen 2 uur en 20 minuten.
Bij de start van de treindiensten in België was de Belgische hogesnelheidslijn nog niet in dienst. De Eurostar-treinen reden tussen Lille-Europe en Brussel via de spoorlijn 94 tot Halle en verder met spoorlijn 96 tot Brussel-Zuid. Bij de eerste openstelling van de hogesnelheidslijn tot de aftakking van Antoing op 2 juni 1996, gebruikten sommige treinen de hogesnelheidslijn tot de aftakking Antoing en reden dan verder langs Bergen naar Brussel (spoorlijnen 78, 97 en 96, de route gebruikt door de Thalys in die tijd). Voor de reistijd maakte het niet veel uit welke route genomen werd, daar tegenover het kleine stukje hogesnelheidslijn de route via Doornik veel korter was. Na de volledige opening van de hogesnelheidslijn op 14 december 1997 reden alle Eurostar-treinen via de hogesnelheidslijn met een reistijdwinst van ongeveer een halfuur.
Op 14 november 2007 werd het laatste deel van het hogesnelheidstraject tussen Fawkham Junction en Londen in gebruik genomen en werd het nieuwe eindpunt St Pancras International. Door deze ingebruikname van ruim 25 kilometer hogesnelheidslijn in het Verenigd Koninkrijk werd de reistijd op het traject Parijs – Londen teruggebracht tot 2 uur en 15 minuten, van Brussel naar Londen reist men sindsdien in 1 uur en 51 minuten.
Vanaf 18 november 1996 was, als gevolg van schade aan de Kanaaltunnel door een brandende vrachtwagen, de Eurostar-treindienst onderbroken. Pas op 4 december 1996 werd de treindienst hervat met een beperkte dienstregeling omdat maar een spoor beschikbaar was in de kanaaltunnel door herstelwerkzaamheden in de andere spoortunnel.
Ter gelegenheid van 20 jaar Eurostartreindienst werden op 28 januari 2014 te Brussel de nieuwe uniformen en ook de nieuwe treinstellen van het type e320 / class 374 gepresenteerd.

### Fusie met Thalys
In september 2019 hebben SNCF, NMBS en Patina Rail een mogelijke fusie aangekondigd tussen Thalys en Eurostar. Het fusieproject kreeg de naam "Green Speed". In oktober 2021 werd bekend dat Thalys medio 2024 Eurostar gaat heten, net als de trein naar Londen. De ondernemingen achter de treinen pakken hun eerdere fusieplannen namelijk weer op.
In februari 2022 werd Thalys International overgenomen door THI Factory en in april 2022 werd THI Factory, samen met Eurostar International Limited overgenomen door de nieuwe holding Eurostar Group.
Op 24 januari 2023 werd bekendgemaakt dat de naam Thalys nog dat jaar ging verdwijnen en dat alle treinen onder de naam Eurostar zouden gaan rijden.
Op 29 september 2023 werden de eigen website en app van Thalys stopgezet, en vervangen door de nieuwe, gemeenschappelijke versies onder de naam Eurostar. 
Sinds 1 oktober rijden alle treinen onder de naam Eurostar. De ex-Thalys-verbindingen behielden hun oorspronkelijke rode kleurstelling, terwijl de treinen van en naar Londen in het blauw bleven rijden.
Er is sindsdien wel een nieuw gemeenschappelijk loyalty programma: Club Eurostar.

## Bestemmingen

### Bestemmingen vanuit Londen

#### Treinen voorbij Parijs
Naast de eindbestemmingen van Brussel en Parijs werd ook Disneyland Paris bereikt met rechtstreekse treinen. In het winterseizoen reden er Eurostar-treinen naar Bourg-Saint-Maurice en in de zomer naar Avignon. In deze stations werd tijdelijk een perron afgesloten en zijn faciliteiten voor de verplichte check-in. In de zomer van 2013 is een experiment uitgevoerd waarbij de check-in niet op de verre stations werd uitgevoerd maar in station Lille-Europe. Hiervoor had de Eurostar naar Londen een langdurige stop, zodat alle reizigers met hun bagage de trein konden verlaten en de grensformaliteiten en bagagecontrole in het station werden uitgevoerd, waarna de reizigers in dezelfde trein konden instappen. In de andere richting reden de treinen door zonder te stoppen. Er moet ook bij de terugweg naar Londen worden overgestapt in Lille-Europe.

#### Amsterdam
Op 27 september 2013 tekenden de NS en Eurostar een contract voor een rechtstreekse verbinding Londen – Amsterdam. Deze Eurostardienst is op 4 april 2018 opgestart. De eerste rechtstreekse rit met (genodigde) passagiers van Londen naar Amsterdam vond plaats op 20 februari 2018. Vanaf oktober 2020 zijn er grenscontroles in de stations van Amsterdam en Rotterdam waardoor er, zonder controles onderweg, rechtstreeks van Amsterdam naar Londen kan worden gereisd. Hierdoor is een lange stop te Brussel niet meer nodig.
De reistijd van Amsterdam naar Londen is daarmee verminderd van 5 uur en 8 minuten naar 4 uur en 9 minuten.
Wegens verbouwingswerkzaamheden in station Amsterdam Centraal was daar tussen juni 2024 en 9 februari 2025 geen paspoortcontrole mogelijk. De bestaande controleruimte verdween, terwijl de vervangende faciliteit pas een half jaar later beschikbaar kwam. Reizigers vanaf Amsterdam en Rotterdam moesten dan in Brussel overstappen. In die periode vertrok de trein richting Londen vanaf Brussel, terwijl vanaf Londen de treinen wel bleven doorrijden naar Amsterdam, omdat voor die treinen de paspoortcontrole in Groot-Brittannië plaatsvond.

#### Rotterdam
In station Rotterdam Centraal is het zijperron langs spoor 1 verbreed door het spoor 1 op te heffen en het perron te verbreden tot het doorgaand spoor 2 (voorheen zonder perron). Hierbij zijn er ook enkele grote (verplaatsbare) schermen aangebracht die gebruikt worden om de reizigers naar Engeland te scheiden van de reizigers naar Brussel.

#### Brussel
In Brussel-Zuid is een afsluitbare toegang gemaakt van de Eurostarterminal naar de perronsporen 3 en 4. De sporen 1 en 2 van de Eurostarterminal zijn kopsporen waar het niet mogelijk is om van en naar verdere bestemmingen in België, Nederland en Duitsland te reizen. Er is op het eilandperron een scheiding aangebracht tussen de perronsporen 3 en 4. Het eilandperron is ook afsluitbaar van het andere deel van het station zodat de eilandperronsporen tijdelijk exclusief gebruikt kunnen worden voor Eurostarreizigers.

### Opgeheven en niet-gerealiseerde verbindingen

#### Andere steden in Engeland
Aanvankelijk was het de bedoeling dat er doorgaande diensten zouden komen van het vasteland naar steden in Midden-Engeland zoals Birmingham en Manchester. Een deel van de Eurostar-stellen had om deze reden een kortere lengte. De afkorting van deze afwijkende stellen was dan ook NOL (North of London). Door de opkomst van de lowcost-luchtvaartmaatschappijen werd de concurrentie op prijzen en reistijden te groot en is later afgezien van deze verbindingen. Ook terwijl dit technisch wel mogelijk zou zijn geweest na de ingebruikname van London St. Pancras.

#### Opgeheven verbindingen vanuit Londen
- Zuid-Frankrijk
- Ebbsfleet International, Ashford International
- Calais-Fréthun

#### Eurostar Sun
Eurostar Sun en zijn voorganger Thalys Zon (Thalys Sun) waren 23 jaar lang, van 2002 tot 2024, treinen die op zaterdagen in de maanden juli en augustus heen en weer reden met als voornaamste bestemmingen Amsterdam, Brussel en de Zuid-Franse steden Valence, Avignon, Aix-en-Provence en Marseille.

## Materieel

### TMST
De treinen zijn gebouwd door Alstom en zijn gebaseerd op de TGV's. Het materieel werd oorspronkelijk Trans-Manche Super Train (TMST) genoemd. Ze konden rijden op 750 volt gelijkspanning (verwijderd na indienstneming High Speed 1) via de derde rail in Zuid-Engeland en verschillende andere bovenleidingspanningen. Met een wisselspanning van 25 kV kan de trein 300 km/uur rijden. De trein heeft ook een kleiner profiel om binnen het smallere Britse omgrenzingsprofiel te passen. Een trein bestaat meestal uit 18 rijtuigen. Deze treinen krijgen voor 100 miljoen euro een moderner interieur alsook wifi- en infotainmentmogelijkheden (real-time reis-informatie, video on demand, muziek en nieuwsfeeds).
Op 31 mei 2024 reed voor het eerst sinds de fusie dit type trein op een treindienst van het vroegere Thalys, van Brussel naar Parijs.

### Siemens Velaro e320
In oktober 2010 maakte Eurostar bekend dat het Siemens selecteerde als geprefereerde aanbieder van 10 extra treinstellen ter waarde van 600 miljoen euro. Deze worden gebruikt om de bestaande dienstregeling uit te breiden met bestemmingen in Nederland, Duitsland en Zwitserland. De 400 meter lange treinstellen met een topsnelheid van 320 km/h bieden plaats aan 900 passagiers. Anders dan de TMST hoeven deze treinen niet binnen het smalle Britse omgrenzingsprofiel te passen, doordat Eurostar sinds de opening van de High Speed 1 in het Verenigd Koninkrijk niet meer over reguliere lijnen rijdt.

### PBA
De PBA-stellen (Parijs-Brussel-Amsterdam), oorspronkelijk gebruikt voor Thalys-diensten, zijn eigendom van de SNCF (genummerd 4532-4540), en zijn geschikt voor het Franse, Belgische, en Nederlandse spoornet.

### PBKA
De PBKA-stellen (Parijs-Brussel-Keulen-Amsterdam), oorspronkelijk gebruikt voor Thalys-diensten, zijn eigendom van NMBS (genummerd 4301-4307), DB (4321 en 4322), NS (4331 en 4332) en SNCF (4341-4346). De motorwagens hiervan zijn van een ander type en zijn in tegenstelling tot de PBA ook geschikt voor het rijden over het Duitse spoornet.

## Reisklassen
Eurostar heeft 3 verschillende reisklassen:
- Standard: basisformule met gereserveerde zitplaatsen in een 2-2-configuratie en de mogelijkheid om snacks in de bar aan te schaffen.
- Standard Premier: een formule gericht op reizigers die net iets meer willen, gereserveerde zitplaatsen in 2-1-configuratie en een geserveerde lichte maaltijd aan boord.
- Business Premier: de formule voor zakenreizigers met een check-intijd van 10 minuten, toegang tot de EurostarLounges in Brussel-Zuid, Paris Gare du Nord, London St Pancras en Ebbsfleet International, gereserveerde zitplaatsen in 2-1-configuratie en een geserveerde maaltijd aan boord.

Voor 1 september 2010 had Eurostar iets andere namen: Business Premier en Standard waren hetzelfde, maar Standard Premier was Leisure Select. In deze laatste klasse werd echter een volledige maaltijd aangeboden (dezelfde als in Business Premier, inclusief champagne), daar waar in Standard Premier nu slechts een lichte maaltijd wordt geserveerd.

## Check-in
Voor de Eurostar van en naar het Verenigd Koninkrijk geldt een check-in-tijd waarbij men zijn ticket zelf door een tourniquet moet laten lezen waarna men toegang tot de lounge krijgt.
- Standard en Leisure Select / Standard Premier: minimum 30 minuten
- Business Premier en Eurostar Carte Blanche-leden: minimum 10 minuten

Verder vindt er net als op een luchthaven niet alleen een veiligheidscontrole maar ook een paspoortcontrole plaats omdat men naar een niet-Schengenland reist. Ook dient men te wachten in de lounge en kan men pas instappen als op het beeldscherm boarding now wordt aangegeven, net als bij een vliegtuig.
Voor alle andere Eurostar-diensten geldt geen check-in-tijd. Men moet twee minuten voor vertrek op het perron aanwezig zijn. Alleen in Parijs gaat men door een bagagecontrole, hierdoor is het nodig eerder aanwezig te zijn. Deze bagagecontrole gaat normaal een half uur voor vertrek open.

## Integratie met andere vervoerders

### Doorgaande tickets
Eurostar biedt (of bood) naar sommige treinbestemmingen doorgaande tickets aan, waardoor reizigers kunnen genieten van passagiersrechten over het geheel van de reis en bij het missen van een trein door problemen met hun voorgaande trein.
In samenwerking met de grootste aandeelhouder SNCF zijn er doorgaande tickets vanuit London met een overstap op de Franse TGV inOui naar de belangrijkste Franse bestemmingen.
Tot november 2019 had Eurostar een overeenkomst met Deutsche Bahn waardoor reizigers met doorgaande tickets per trein van het Verenigd Koninkrijk tot in Duitsland (en verder naar Oostenrijk en Zwitserland (Basel)) konden reizen. Volgens de overeenkomst konden passagiers met één enkele boeking reizen, waardoor het eenvoudiger werd om hun reis te wijzigen, en ze reizigersrechten hadden bij verstoringen op een van de treinen. De verkoop van deze doorgaande tickets is echter vanaf 9 november 2019 stopgezet, volgens Eurostar doordat hun nieuwe ticketsysteem de koppeling niet meer toeliet.

### Integratie met vliegtuigreizen
Wat betreft airrail zijn er volgende samenwerkingen:

#### KLM
KLM werkt samen met Eurostar zodat haar reizigers samen met de vlucht een aansluitende hogesnelheidstrein tussen België en Schiphol kunnen boeken, door stations Brussel-Zuid (code ZYR) of Antwerpen-Centraal (code ZWE) als vertrek / aankomst te kiezen. In de jaren voor 2020 maakte 20 tot 25% van de betrokken transferreizigers gebruik van zo'n treinticket via KLM, 36.000 reizigers per jaar.
Vanaf 18 juli tot eind oktober 2022 was er als proef een nieuwe samenwerking waarmee KLM zitplaatsen koopt op de Eurostartrein, en waardoor een van de vijf dagelijkse vluchten Schiphol-Zaventem van voor de coronapandemie niet zou moeten terugkomen. De reiziger krijgt dan één ticket voor zowel de vlucht als de aansluitende trein (op te halen op het vertrekstation), en krijgt ook communicatie en service van KLM. Door het ene ticket is er garantie bij gemiste aansluitingen om de volgende vlucht/trein te nemen.
De ruimbagage op de treinreis wordt echter niet door de vliegtuigmaatschappij afgehandeld, in tegenstelling tot de Duitse samenwerking tussen DB en Lufthansa.
Voordeel van de samenwerking is dat het de reizigers makkelijker maakt een vlucht te vervangen door een treinreis. Voor KLM is dit interessant omdat het dan een schaars vliegtuigslot op Schiphol kan gebruiken voor een winstgevender langeafstandsvlucht, en toch Belgische klanten kan aantrekken.

#### SkyTeam
In september 2024 sloot Eurostar een memorandum van overeenstemming af met luchtvaartalliantie SkyTeam om als eerste niet-luchtvaartpartner lid te worden. Deze samenwerking moet meer multimodale reizen (air-rail) mogelijk maken rond Schiphol (KLM), Aéroport Charles-de-Gaulle (Air France) en het VK (Virgin Atlantic).

## Organisatie
Sinds 1999 is er een overkoepelend orgaan, Eurostar International. Dit is een joint venture waarin drie exploitanten deelnemen:
- De Franse nationale spoorwegmaatschappij SNCF
- De Belgische nationale spoorwegmaatschappij NMBS
- Eurostar UK

Eurostar UK neemt de exploitatie van het Engelse deel van de Eurostar op zich na de ontbinding van de Engelse nationale spoorwegen (British Rail). Het management van Eurostar UK wordt uitgevoerd door een ander bedrijf, ICRR. Na de verkoop van aandelen werd de verhouding per 4 maart 2015:
- SNCF (55%)
- NMBS (5%)
- Caisse de dépôt et placement du Québec (30%)
- Hermes (10%)

Op Belgisch grondgebied is Eurostar zelf de treinvervoerder. In Nederland is NS International de vervoerder van de Eurostar. In Duitsland is de treinvervoerder Keolis Deutschland, en dus niet haar concurrent DB, die overigens wel eigenaar is van een aantal PBKA-stellen.

### Fusie met Thalys
In september 2019 kondigden SNCF, NMBS en Patina Rail (consortium van Caisse de dépôt et placement du Québec en Hermes) een fusie aan tussen Eurostar en Thalys. Het fusieproject heeft de naam "Green Speed" gekregen. De fusieplannen werden tijdens 2020-2021 tijdelijk opgeschort door financiële problemen bij Eurostar als gevolg van de coronacrisis. Vanaf maart 2020 liep het aantal passagiers en daardoor de inkomsten sterk terug. Door de nationale overheden werden in verband met de pandemie veel reisbeperkingen/verboden opgelegd. Het aantal treinen werd tot een minimum teruggebracht. Het aantal reizigers (voorheen 11 miljoen in 2019) kromp met 95%. Door de hoge vaste lasten en het vrijwel wegvallen van inkomsten raakte de Eurostar op de rand van de financiële afgrond. Er moest extra geld worden geleend.

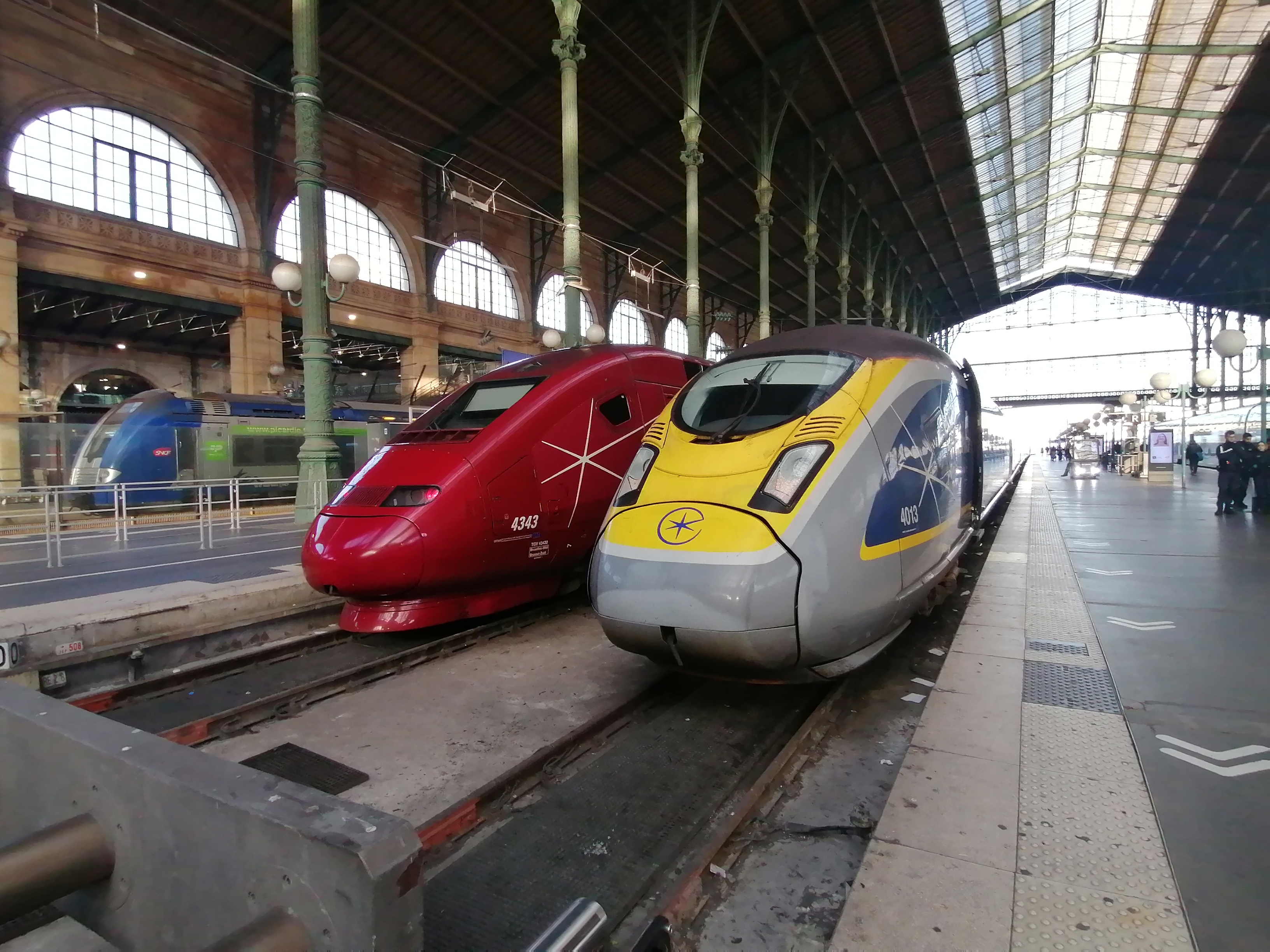
Eurostar e320 en TGV PBKA in station Gare du Nord (Parijs) als trein naar Station Brussel-Zuid